# Schießwiese Waldsportpark
Der Waldsportpark (auch: Schießwiese Waldsportpark und Sport- und Freizeitgelände Heimstättensiedlung) ist eine Parkanlage in Darmstadt.
Der Waldsportpark ist ein parkähnliches Sport- und Freizeitgelände am Südrand der Heimstättensiedlung.
Der Park grenzt an den Stadtwald.

## Geschichte und Etymologie
Der Park wurde ab 1979 auf dem Gelände des ehemaligen Schießplatzes angelegt. Seit 2011 ist der östliche Teil alljährlicher Austragungsort des national bedeutenden Darmstadt-Cross, der zuvor seine Heimat im Landschaftspark Lichtwiese hatte.